# Perzsa ábécé
Ez a mai perzsa nyelv ábécéje, a korábbi írásokat lásd a perzsa nyelv cikkében.
A perzsa írás az arab íráson alapul. Több más nyelvhez hasonlóan, amik átvették az arab írást, a perzsák is módosítottak rajta, hogy az irodalmi arabban nem szereplő hangokat is le lehessen írni vele. Négy új betű került hozzá az átvettek módosításával: پ [p], چ [tʃ], ژ [ʒ], és گ [g]. (Korábban létezett a [v] jelölésére szolgáló ﭪ is, de idővel kikopott.) A perzsa-arab írást használja a perzsán kívül az urdu, szaraiki, kurd szoráni, luri, oszmán-török, tatár, azeri és sok más írás is.
Az arabhoz hasonlóan a betűket jobbról balra, míg a számokat balról jobbra írják. A perzsa-arab írás kurzív, tehát a betűk nagy része kapcsolódik egymáshoz, számítógépes gépelés esetén is. A sémi írásmódok többi jellegzetességét is átvették: mássalhangzóírás (egyes magánhangzókat mássalhangzók jeleznek), illetve sem szó, sem szótag nem kezdődik magánhangzóval.
A perzsa ábécével megegyezik a dari nyelv ábécéje is.

## Betűk
A modern perzsa ábécé 32 betűből áll. Mivel kurzív írás, a betűk alakja elhelyezkedésüktől függően változik; mindegyiknek van szó eleji, szó közepi, szóvégi és izolált alakja, attól függően, hogy balra, jobbra, mindkét oldalon vagy sehol sem kapcsolódik másik betű hozzá.
| Név          | Átírás     | IPA                                      | Szövegbeli alakok | Szövegbeli alakok | Szövegbeli alakok | Szövegbeli alakok |
| Név          | Átírás     | IPA                                      | Szóvégi           | Szóközepi         | Szóeleji          | Izolált           |
| ------------ | ---------- | ---------------------------------------- | ----------------- | ----------------- | ----------------- | ----------------- |
| alef         | â          | [ɒ], [ʔ]                                 | ﺎ                 | ﺎ *               | آ / ا *           | ﺍ                 |
| be           | b          | [b]                                      | ﺐ                 | ﺒ                 | ﺑ                 | ﺏ                 |
| pe           | p          | [p]                                      | ﭗ                 | ﭙ                 | ﭙ                 | پ                 |
| te           | t          | [t]                                      | ﺖ                 | ﺘ                 | ﺗ                 | ﺕ                 |
| s̱e           | s̱          | [s]                                      | ﺚ                 | ﺜ                 | ﺛ                 | ﺙ                 |
| jim          | ğ          | [d͡ʒ]                                     | ﺞ                 | ﺠ                 | ﺟ                 | ﺝ                 |
| che          | č          | [tʃ]                                     | ﭻ                 | ﭽ                 | ﭼ                 | ﭺ                 |
| ḥe(-ye jimi) | ḥ          | [h]                                      | ﺢ                 | ﺤ                 | ﺣ                 | ﺡ                 |
| khe          | x          | [x]                                      | ﺦ                 | ﺨ                 | ﺧ                 | ﺥ                 |
| dāl          | d          | [d]                                      | ﺪ                 | ﺪ *               | ﺩ *               | ﺩ                 |
| ẕāl          | ẕ          | [z]                                      | ﺬ                 | ﺬ *               | ﺫ *               | ﺫ                 |
| re           | r          | [ɾ]                                      | ﺮ                 | ﺮ *               | ﺭ *               | ﺭ                 |
| ze           | z          | [z]                                      | ﺰ                 | ﺰ *               | ﺯ *               | ﺯ                 |
| zhe          | ž          | [ʒ]                                      | ﮋ                 | ﮋ *               | ژ *               | ژ                 |
| sin          | s          | [s]                                      | ﺲ                 | ﺴ                 | ﺳ                 | ﺱ                 |
| shin         | š          | [ʃ]                                      | ﺶ                 | ﺸ                 | ﺷ                 | ﺵ                 |
| ṣād          | ṣ          | [s]                                      | ﺺ                 | ﺼ                 | ﺻ                 | ﺹ                 |
| z̤ād          | z̤          | [z]                                      | ﺾ                 | ﻀ                 | ﺿ                 | ﺽ                 |
| ṭā           | ṭ          | [t]                                      | ﻂ                 | ﻄ                 | ﻃ                 | ﻁ                 |
| ẓā           | ẓ          | [z]                                      | ﻆ                 | ﻈ                 | ﻇ                 | ﻅ                 |
| ʻeyn         | ʻ          | [ʔ]                                      | ﻊ                 | ﻌ                 | ﻋ                 | ﻉ                 |
| gheyn        | gh         | [ɣ] / [ɢ]                                | ﻎ                 | ﻐ                 | ﻏ                 | ﻍ                 |
| fe           | f          | [f]                                      | ﻒ                 | ﻔ                 | ﻓ                 | ﻑ                 |
| qāf          | q          | [ɢ] / [ɣ] / [q] (egyes dialektusokban)   | ﻖ                 | ﻘ                 | ﻗ                 | ﻕ                 |
| kāf          | k          | [k]                                      | ﮏ                 | ﮑ                 | ﮐ                 | ک                 |
| gāf          | g          | [g]                                      | ﮓ                 | ﮕ                 | ﮔ                 | گ                 |
| lām          | l          | [l]                                      | ﻞ                 | ﻠ                 | ﻟ                 | ﻝ                 |
| mim          | m          | [m]                                      | ﻢ                 | ﻤ                 | ﻣ                 | ﻡ                 |
| nun          | n          | [n]                                      | ﻦ                 | ﻨ                 | ﻧ                 | ﻥ                 |
| vāv          | v / ū / ow | [v] / [u] / [ow]/ [o:] (a dari nyelvben) | ﻮ                 | ﻮ *               | و *               | و                 |
| he           | h          | [h]                                      | ﻪ                 | ﻬ                 | ﻫ                 | ﻩ                 |
| ye           | y / ī / á  | [j] / [i] / [ɒ]/ [e:] (dari)             | ﯽ                 | ﻴ                 | ﻳ                 | ﻯ                 |

### Kivételek
Az ábécé hét betűje (*-gal jelölt) nem kapcsolódik a többi betűhöz úgy, mint a többi, és nincs szó eleji vagy szóközepi alakjuk, mert balról nem kapcsolódhat hozzá másik. Ezeknek csak szóvégi és izolált alakjuk van, és az utánuk következő betű szóeleji vagy izolált formájában áll.

## Más karakterek
A következőek nem betűk, hanem azok különböző alakjai, a lām alef pedig ligatúra. A ﺀ hamze karakternek csak egy alakja van, mivel sosem kötik más betűhöz, ellenben időnként egy vāv, ye vagy alef fölött helyezkedik el, tulajdonképpen nem betű, hanem diakritikus jel.
| Név         | Átírás          | IPA   | Szóvégi | Szóközepi | Szóeleji | Izolált |
| ----------- | --------------- | ----- | ------- | --------- | -------- | ------- |
| alef madde  | ā               | [ɒ]   | ﺂ       | —         | —        | ﺁ       |
| he ye       | -eye vagy -eyeh | [eje] | ﮥ       | —         | —        | ۀ       |
| lām alef    | lā              | [lɒ]  | ﻼ       | —         | —        | ﻻ       |
| tanvin nasb | -an             | [æn]  | ًﺎ       | —         | —        | اً       |

Bár elsőre hasonlítanak, az egyes nyelvek nagyon is különbözően használják az ábécét. Vannak szavak, melyeket perzsául és arabul teljesen máshogy írnak.
A klasszikus arabban nem szereplő betűk: [p], [g], [tʃ] (mint a magyar 'cs'), [ʒ] (mint a 'zs'):
| Hang      | Alak | Unicode-név |
| [p]       | پ    | pe          |
| [tʃ] (ch) | چ    | che         |
| [ʒ] (zh)  | ژ    | zhe         |
| [g]       | گ    | gaf         |

## Magánhangzók
A mai perzsában hat magánhangzó van, ebből a három hosszút jelölik írásban: â (ا, szó elején آ), u (و, szó elején او) és i (ى, szó elején اى). A szó végi e-t ه jelöli (pl. خانه, xâne, ház). A rövid magánhangzókat írásban legtöbbször nem jelölik, ha mégis, akkor mellékjelekkel:
- az a egy, az előtte lévő mássalhangzó fölé húzott kis ferde vonal, mint a /, csak laposabb. Ennek neve fathe (arabból átvéve) vagy zebar.
- az e ugyanez a mássalhangzó alatt, ennek neve kaszre vagy zir.
- az o egy pici و a mássalhangzó fölött, ennek neve zamme vagy pis.

Ha egy mássalhangzót nem követ magánhangzó, kerülhet fölé egy °, ennek neve szokun. Ha duplán ejtendő a mássalhangzó, egy tasdid kerül fölé (ez olyan, mint egy pici omega).
Az â hosszan ejtett a, a többit úgy ejtjük, ahogy a magyarban.